# Кервиньяк
Кервиньяк (фр. Kervignac) — коммуна на северо-западе Франции, находится в регионе Бретань, департамент Морбиан, округ Лорьян, кантон Энбон. Расположена в 12 км к востоку от Лорьяна, в 6 км от национальной автомагистрали N165, на левом берегу реки Блаве. В 4 км к северо-востоку от центра коммуны находится железнодорожная станция Брандерьон линии Савене-Ландерно.
Население (2019) — 6 786 человек.

## Достопримечательности
- Церковь Нотр-Дам-де-Питье 1950-х годов
- Часовня Нотр-Дам-де-ла-Кларте XVI века
- Поместье Керливьо XV-XIX веков
- Дольмен Три-Мен-де-Кастелло
- Шато Локгеноле XIX века
- Мост Боном через реку Блаве

## Экономика
Структура занятости населения:
- сельское хозяйство — 2,4 %
- промышленность — 40,9 %
- строительство — 16,2 %
- торговля, транспорт и сфера услуг — 27,9 %
- государственные и муниципальные службы — 12,5 %

Уровень безработицы (2018) — 8,5 % (Франция в целом —  13,4 %, департамент Морбиан — 12,1 %). 

Среднегодовой доход на 1 человека, евро (2018) — 23 690 (Франция в целом — 21 730, департамент Морбиан — 21 830).

## Демография
Динамика численности населения, чел.

## Администрация
Пост мэра Кервиньяка с 2020 года занимает Элоди Ле Флош (Élodie Le Floch). На муниципальных выборах 2020 года возглавляемый ею независимый блок одержал победу во 2-м туре, получив 48,87 % голосов (из трёх блоков).
| Период | Период | Фамилия       | Партия                      | Примечания                                                                  |
| ------ | ------ | ------------- | --------------------------- | --------------------------------------------------------------------------- |
| 1955   | 1977   | Бенуа Рьо     |                             | коммерсант                                                                  |
| 1977   | 1983   | Жан Ле Маруй  |                             | директор колледжа                                                           |
| 1983   | 2020   | Жак Ле Людек  | Разные правые Республиканцы | архитектор, член Совета департамента, член Генерального совета департамента |
| 2020   |        | Элоди Ле Флош |                             | координатор Службы исправительных заведений                                 |

## Галерея

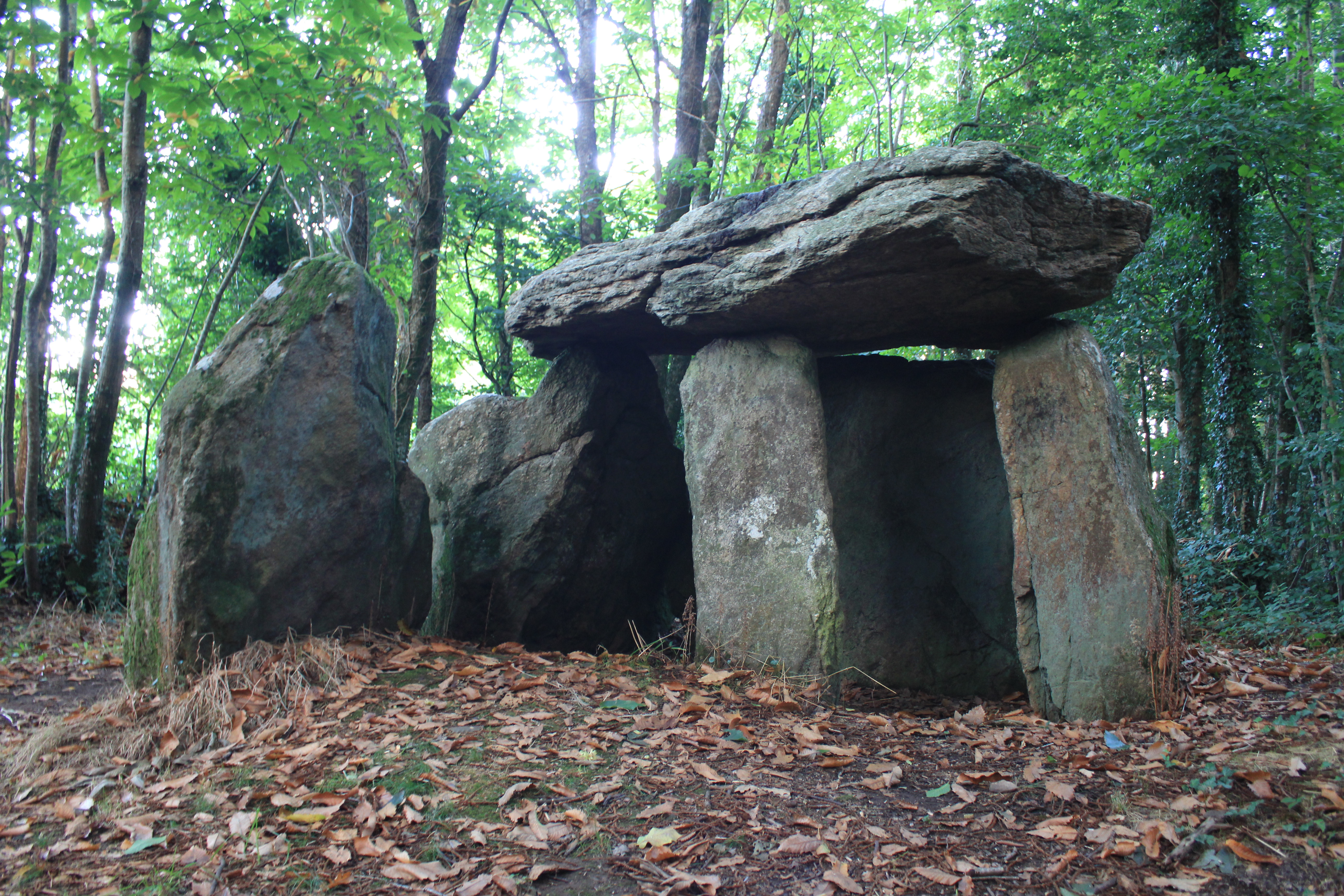
Дольмен Три-Мен-де-Кастелло
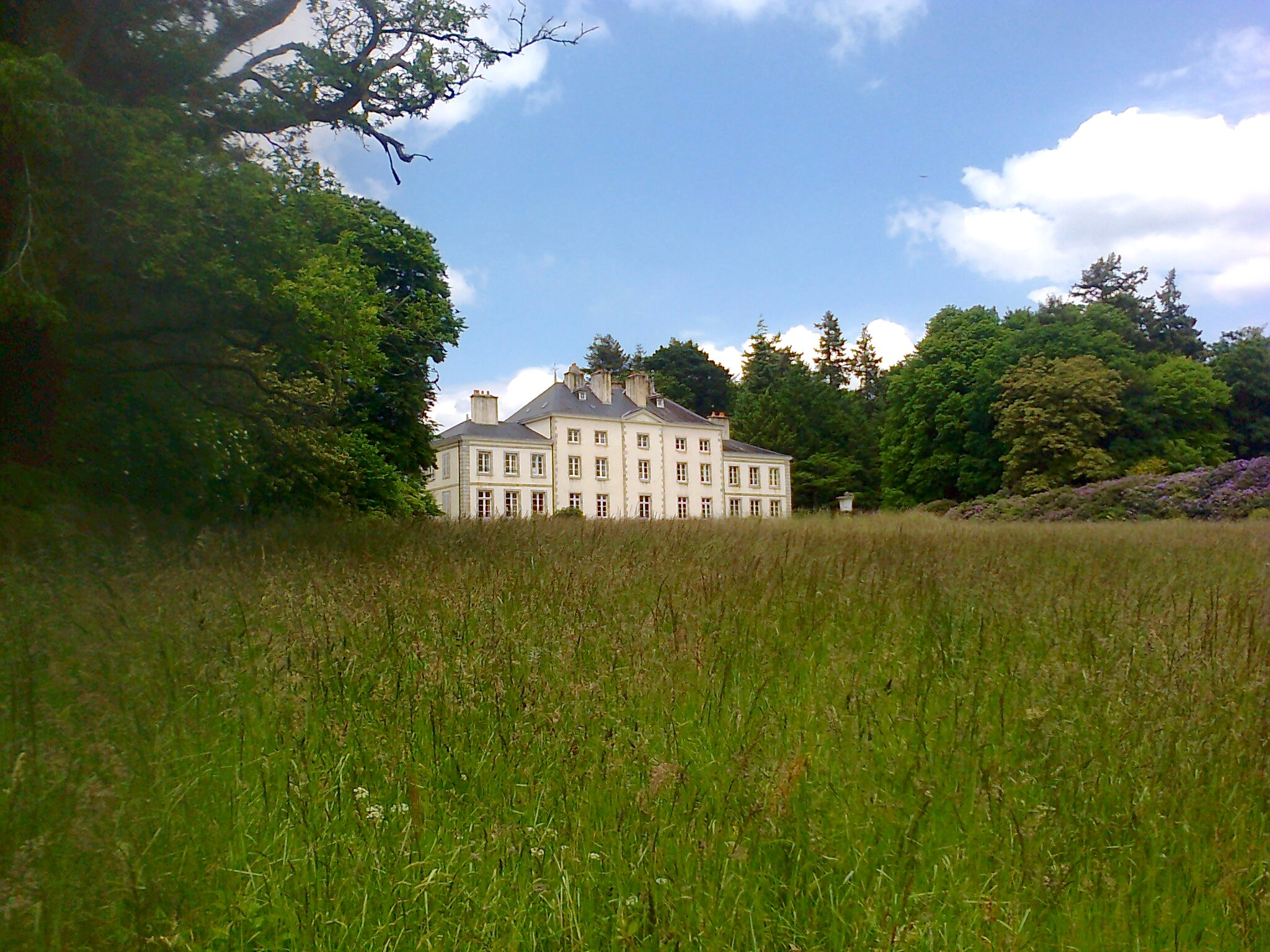
Поместье Керливьо

1. 1 2  база данных о французских коммунах — Национальный географический институт Франции, 2015.